# 阿德尔·朱拜尔
阿德尔·本·艾哈迈德·朱拜尔（阿拉伯语：عادل بن أحمد الجبير，1962年2月1日—）是一名沙特阿拉伯外交官，現任外交部國務大臣暨氣候特使，前任外交大臣。朱拜爾生于沙特阿拉伯利雅得省迈季迈阿，是第二名不是沙地王朝家族而被任命为沙特阿拉伯外交大臣的人。第一名是易卜拉欣·本·阿卜杜拉·苏维勒。从2007年到2015年他曾任沙特阿拉伯驻美国大使，此外他是国王阿卜杜拉的外交政策顾问。

## 早年生活
朱拜尔在沙特阿拉伯、德国、也门、黎巴嫩和美国上学。1982年他以最优等获得北德克萨斯大学政治科学及经济学学士学位，1984年他获得乔治城大学国际关系硕士学位。2006年他获得北德克萨斯大学荣誉博士学位。

## 政治生涯
1987年朱拜尔成为沙特外交官，被派驻沙特阿拉伯驻美国大使馆工作，任沙特阿拉伯驻美国大使班达尔·本·苏尔坦亲王的特别助理。1991年海湾战争期间，朱拜尔作为沙特阿拉伯政府发言人出现在世界媒体中。1990年到91年间他是在沙特阿拉伯东部省宰赫兰建立一个联合信息办公室的组的成员之一。1991年10月他是海湾阿拉伯国家合作委员会派往1991年马德里会议的代表团成员之一。1992年他作为沙特代表团成员参加在华盛顿哥伦比亚特区举行的多边裁军谈判。1992年12月他随同联合国索马里维和部队中的沙特阿拉伯軍赴索马里。
1994年到95年朱拜尔是沙特阿拉伯驻联合国大会代表团成员和纽约美国外交关系协会访问外交会员。朱拜尔在沙特驻美大使馆任职时与国会山、美国政府、媒体和华盛顿的重要智囊团建立密切关系。2000年，朱拜尔成为沙特阿拉伯驻美国大使馆信息和国会事务室主任。2000年末朱拜尔被任命为沙特王储外交顾问。2005年8月国王阿卜杜拉任命朱拜尔为宫廷外交顾问。
九一一袭击事件发生后朱拜尔回到美国来处理和回答当时针对沙特阿拉伯王国的众多问题和批评。朱拜尔成为沙特阿拉伯的面孔，他在电视里出现了数百次，接受许多其它媒体的采访，拜访了25座城市，在全球事务会议、大学、民间组织、商务机构和其它感兴趣的组织就当时的事件和美沙關係发表演讲。

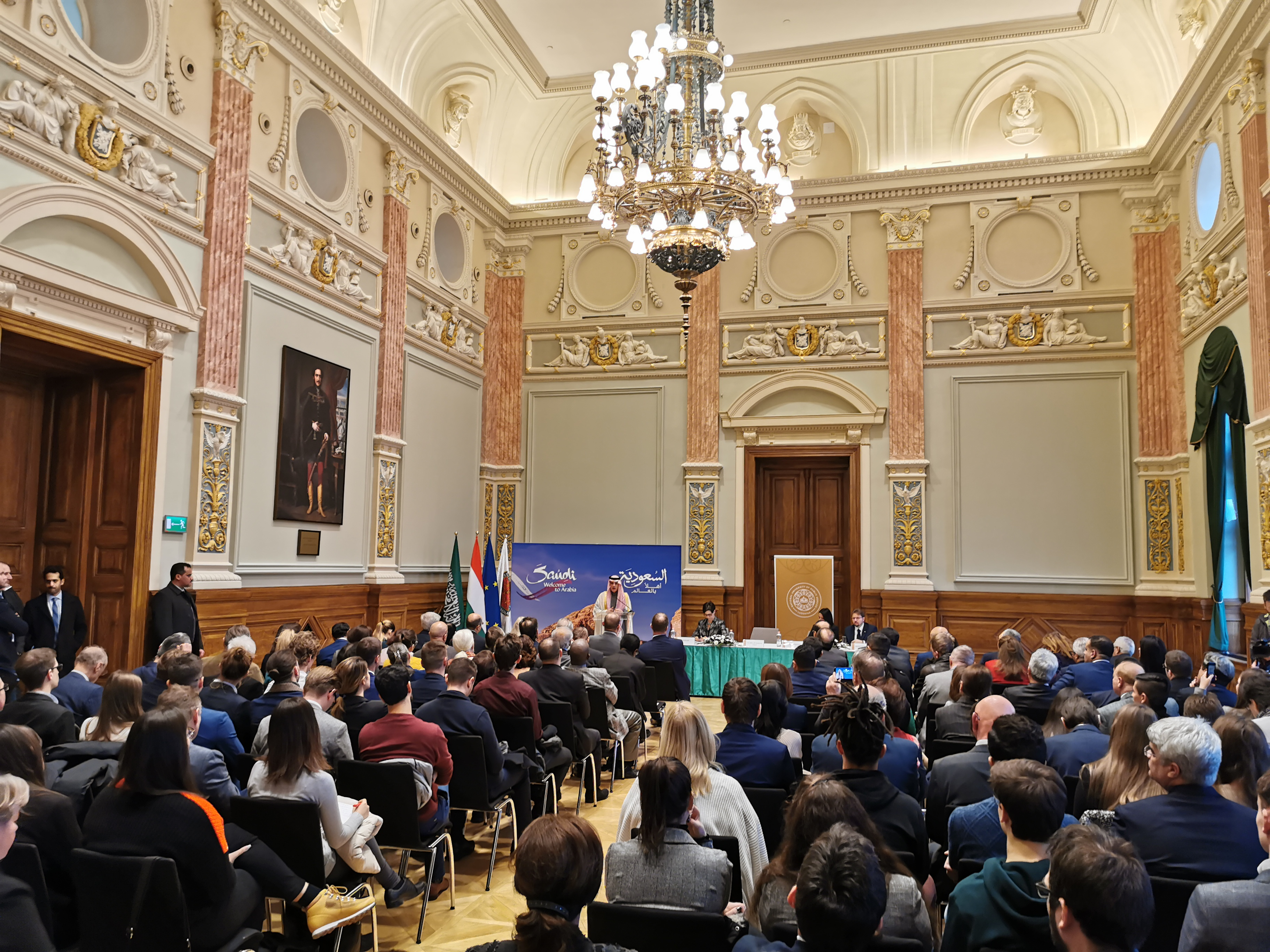
朱拜尔在布达佩斯发表演讲

朱拜尔在布达佩斯出使一次外交任务时就沙特阿拉伯外交政策和改革的2030年展望发表了一次演讲。

## 外交生涯

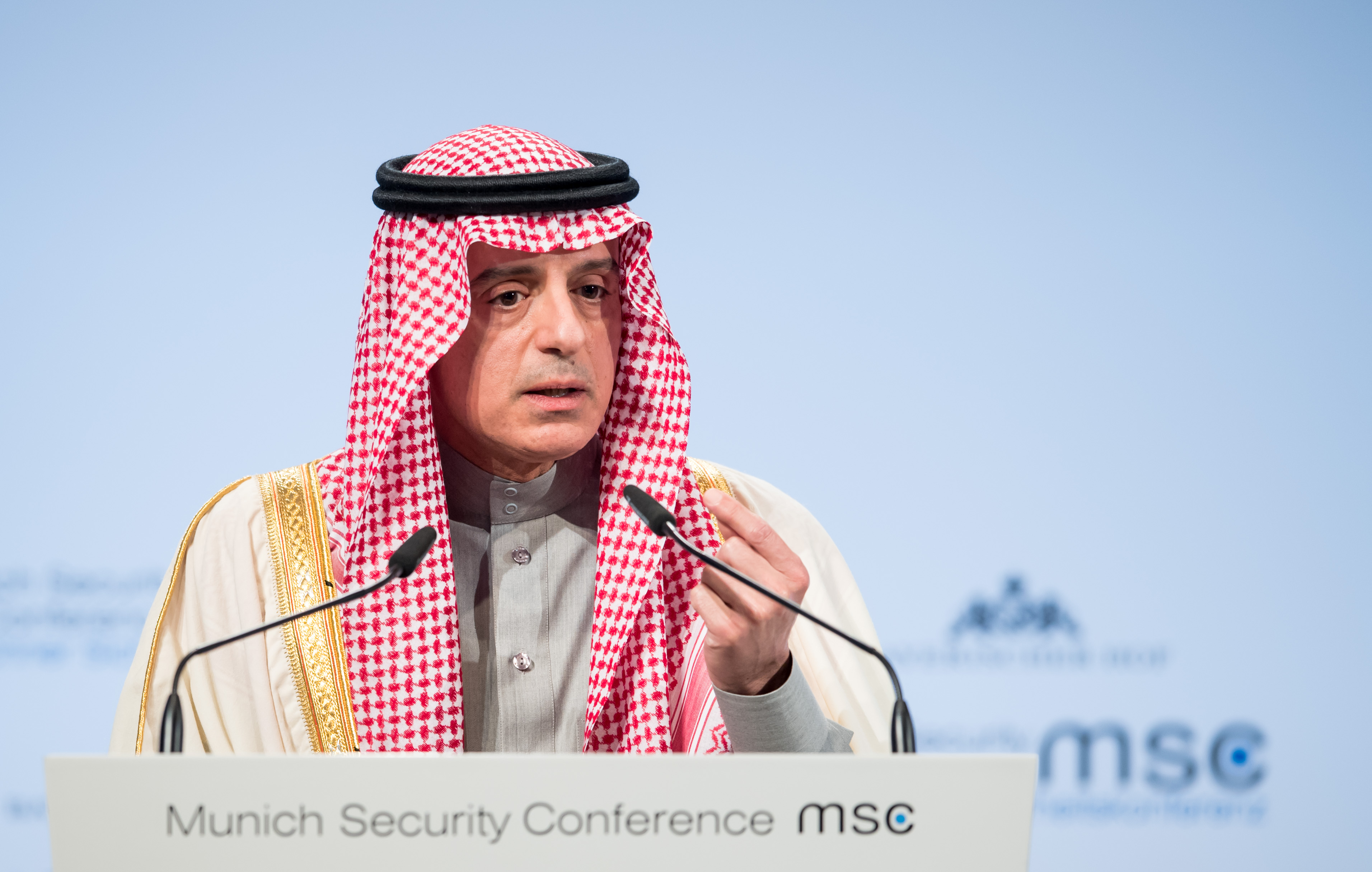
2018年朱拜尔在慕尼黑安全会议上

2007年1月29日朱拜尔被指命为沙特阿拉伯驻美国大使，升入部长级。作为大使朱拜尔注重加强两国政府部门之间的联系来加强双边关系。他的另一个重点是在美国生活的沙特公民的福利。其它重点包括反恐、地区和平和安全、双边贸易、文化交流和信仰间对话。任大使前他参加国王阿卜杜拉和美国总统乔治·沃克·布什开创的美沙战略对话，此对话的目的在于使双方关系制度化，加深双方就战略、政治和经济问题的协作。
作为大使朱拜尔经常回沙特阿拉伯与国王和其他高级沙特官员会晤。他经常陪同国王阿卜杜拉会晤其它国家领导人，多次陪同国王阿卜杜拉访问其它国家，包括2006年出访阿曼、中国、印度、巴基斯坦、马来西亚、2007年出访德国、意大利、土耳其和埃及、2009年参加二十国集团伦敦峰会和阿拉伯联盟峰会以及2010年二十國集團多倫多峰會。
2007年11月朱拜尔陪同国王阿卜杜拉出访梵蒂冈，国王阿卜杜拉与本篤十六世的会晤是首次沙特国王与教宗会晤。
2007年11月朱拜尔随同沙特外交大臣沙特·本·费萨尔出席为安纳波利斯和平会议做准备的开罗阿拉伯联盟外长会议。他也是2007年安纳波利斯和平会议沙特代表团成员之一。
朱拜尔任大使期间沙特阿拉伯和美国签署了一系列双边协议，其中包括民用核能协作、加强安全措施、双方互认的签证政策、健康和卫生服务、科学和技术协作等等。两国建立了两个联合专案组——一个对抗恐怖分子，另一个对抗恐怖融资。两国的政府和军事专家肩并肩工作，即时交换恐怖网络的情报。
通过与国会议员和工作人员举办众多会议、简报以及邀请他们去沙特阿拉伯朱拜尔强调大使馆与美国国会建立紧密关系的重点。2007年春众议院议长南希·佩洛西率领一支国会代表团访问沙特阿拉伯，这是一名在任议长首次出访沙特阿拉伯。此外朱拜尔任期内美国官员访问沙特阿拉伯的频率提高了很多。布什总统两次访问沙特阿拉伯，副总统迪克·切尼多次访问，2009年和2014年奥巴马总统两次访问。其他访问沙特阿拉伯的高级美国官员包括国家安全顾问詹姆斯·L·鍾斯和汤姆·多尼隆、国务卿希拉里·克林顿和約翰·福布斯·凱瑞、财政部长亨利·保尔森和蒂莫西·F·蓋特納、能源部长朱棣文、国防部长罗伯特·盖茨和查克·哈格尔、中央司令部司令大衛·霍威爾·彼得雷烏斯、詹姆斯·马蒂斯和劳埃德·奥斯汀、联邦调查局局长羅伯特·穆勒、国土安全顾问约翰·歐文·布伦南和特使乔治·米切尔、丹尼斯·罗斯、理查德·霍布魯克以及其他众多亚部长级官员。
从2007年开始访问美国的高级沙特阿拉伯官员包括两次国家首脑访问：国王阿卜杜拉2008年11月和2010年7月访美。此外访美的高级沙特阿拉伯官员还有外交大臣沙特·本·费萨尔、当时的国防大臣和今天的国王萨勒曼·本·阿卜杜勒-阿齐兹·阿勒沙特、内政大臣穆罕默德·本·纳伊夫·本·阿卜杜勒-阿齐兹·阿勒沙特、当时的内政大臣安全事务助手，今第二副首相穆克林·本·阿卜杜勒-阿齐兹·阿勒沙特、石油和矿产大臣阿里-埃尔-纳伊米、财政大臣易卜拉欣·阿卜杜勒-阿齐兹·阿萨夫、沙烏地阿拉伯貨幣局局长、当时的贸易大臣、旅游大臣苏尔坦·本·萨勒曼·本·阿卜杜勒-阿齐兹·阿勒沙特和高等教育大臣。
除官员外双方还有众多贸易代表团访问对方，还有学术交流，包括人权事务委员会会长访问沙特阿拉伯以及沙特協商會議成员访美。
这些访问反应了美国和沙特阿拉伯互相关系的广度和深度。
乔治·布什和巴拉克·奥巴马访问沙特阿拉伯时朱拜尔是他们的护送部长。
2010年6月29日朱拜尔在华盛顿参加阿卜杜拉国王和奥巴马总统的会晤。两人就许多共同兴趣和共同关注问题交谈。
2011年1月8日朱拜尔在纽约参加阿卜杜拉国王和美国国务卿希拉里·克林顿、前美国总统比尔·克林顿的会晤。他还参加了国王与法国总统尼古拉·萨科齐以及联合国秘书长潘基文的会晤。
2007年朱拜尔率领沙特阿拉伯代表团参加联合国海洋法会议。2011年7月他与联合国秘书长潘基文会晤讨论達爾富爾的情况。他率领联合国青年高级会议沙特代表团。
2011年10月11日，美国政府指控伊朗政府内部正有势力企图刺杀阿德尔·朱拜尔大使。

## 大使任期间的发展和事件
2012年美国驻沙特阿拉伯大使馆向沙特公民签发了9万多份签证。同年沙特驻美国的大使馆和领事馆签发了7万多份签证。这是到那时为止最高纪录。2008年双方达成协议向对方公民签发为期5年的多次出入签证。2013年5月沙特阿拉伯和美国签署了一份航空服务的双边协议，目的是实现双方开放天空政策。根据这个协议美国航空公司可以将其服务扩展到沙特阿拉伯，而沙特航空公司可以提高它们去往美国的飞行数量。

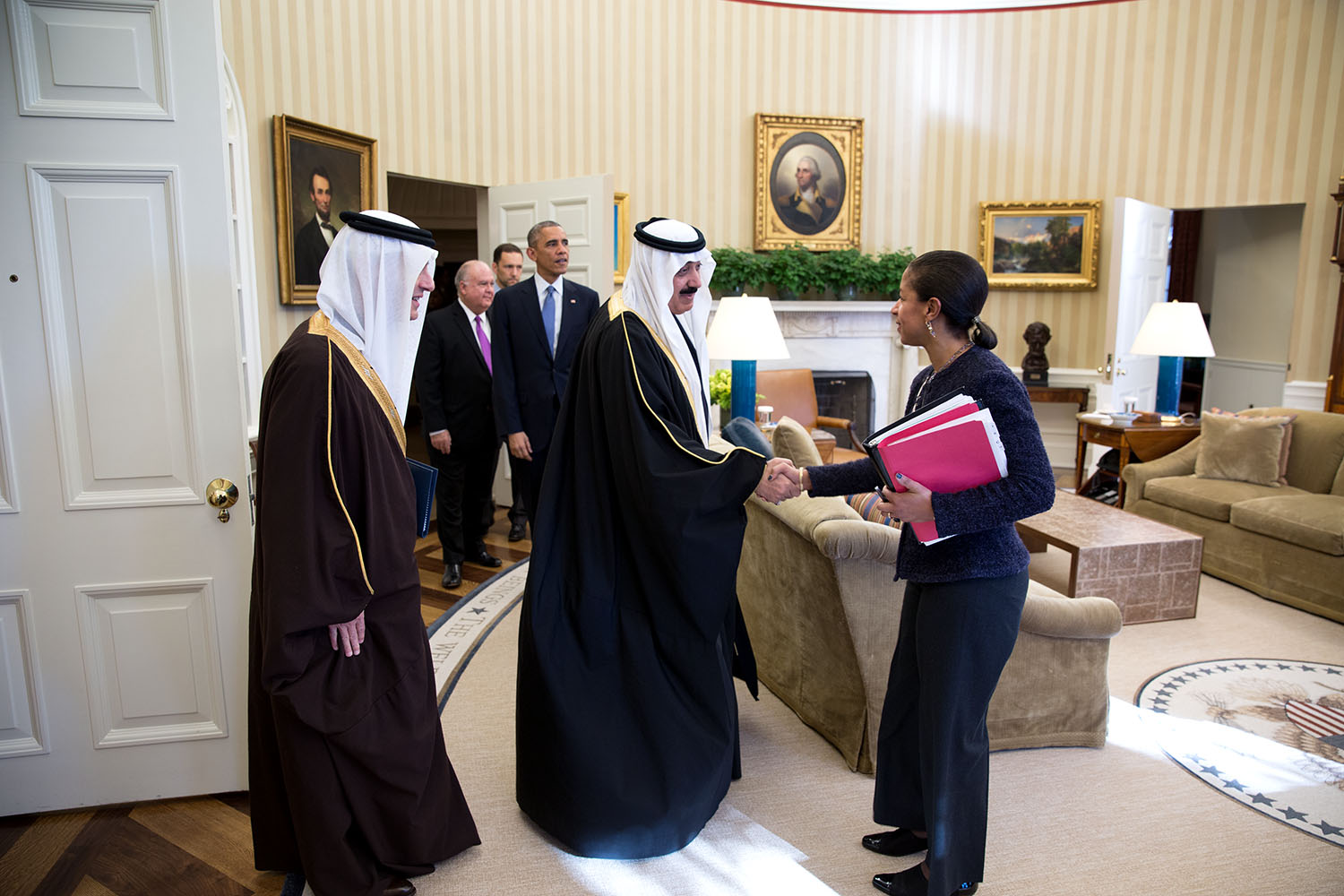
国家安全顾问苏珊·赖斯与米塔布·本·阿卜杜拉和朱拜尔，2014年11月

沙特阿拉伯是美国第10大贸易伙伴。两国之间的投资也是当时历史最高。美国是沙特阿拉伯最大的外国直接投资来源。两国的战略伙伴关系依然非常紧密。同时沙特阿拉伯也是美国经济的一个大投资者。

### 武器购买
2008年沙特阿拉伯从美国购买聯合直接攻擊彈藥等高级武器系统。2011年12月美国和沙特阿拉伯达成国防协议，从美国购买F-15鷹式戰鬥機、改进已经购买的70架飞机，此外购买相应的弹药、原件、训练、维护和物流系统。整个贸易价值294亿美元。

## 外交大臣

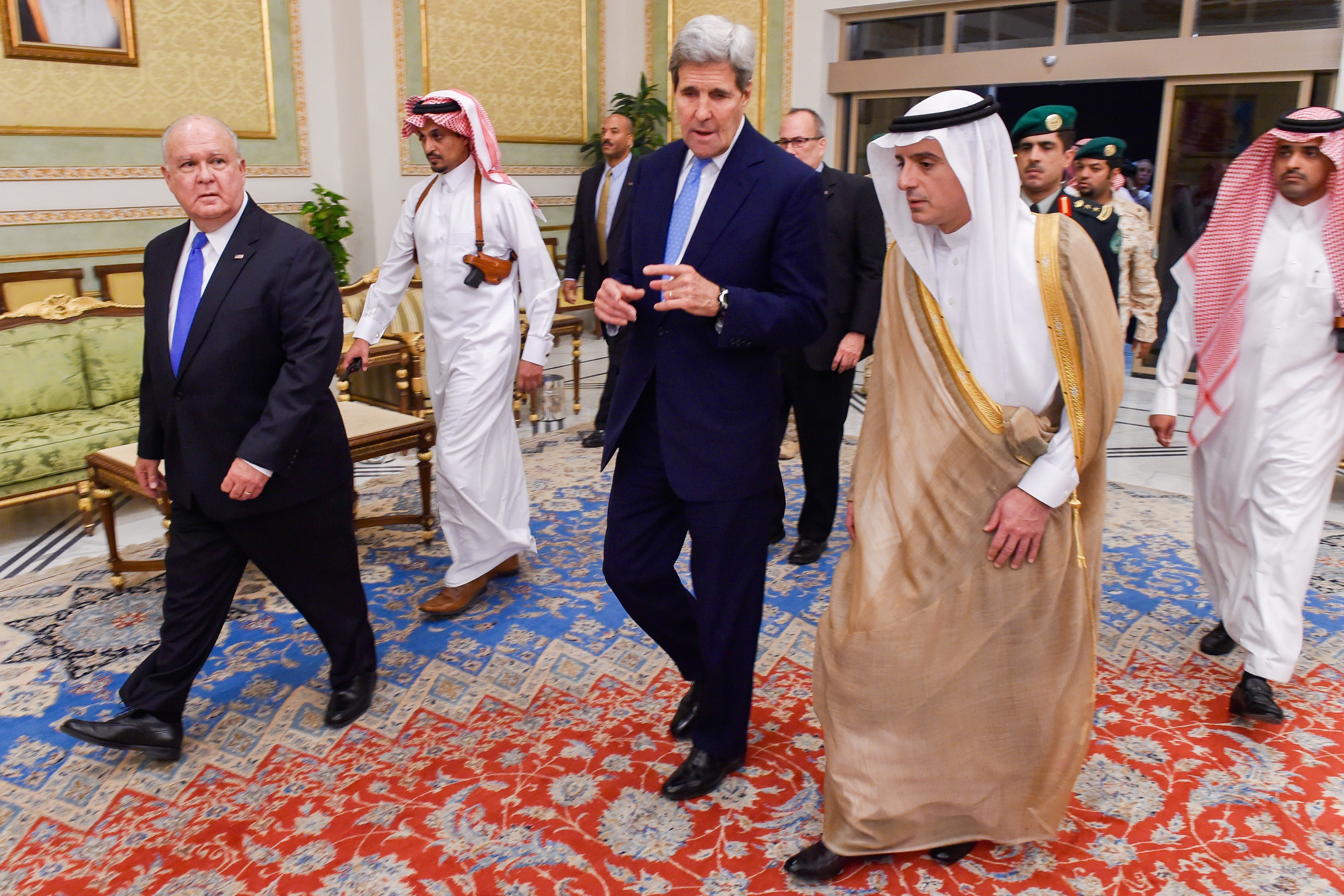
2015年10月24日与美国国务卿約翰·福布斯·凱瑞在利雅得

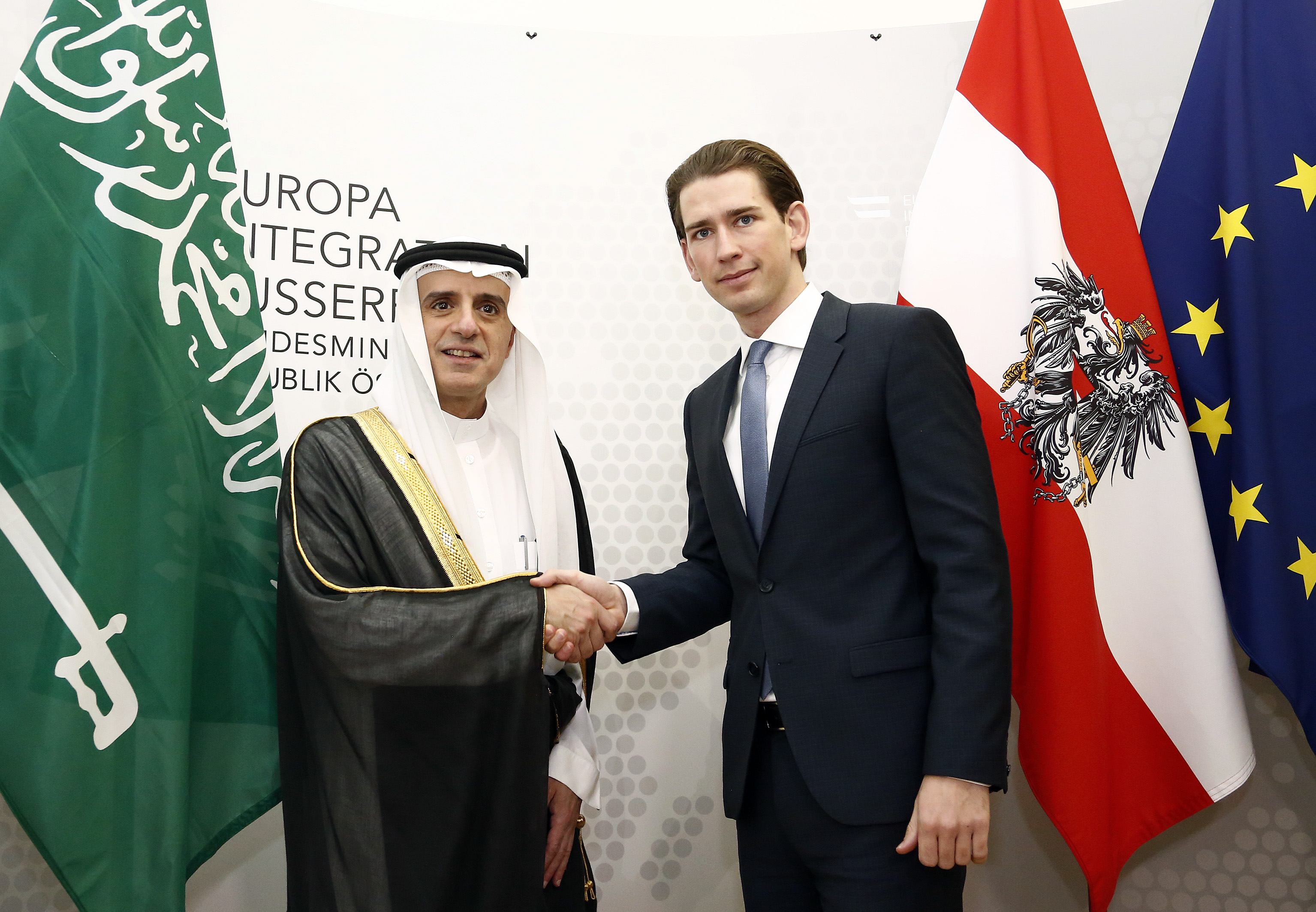
2015年与奥地利总理塞巴斯蒂安·库尔茨

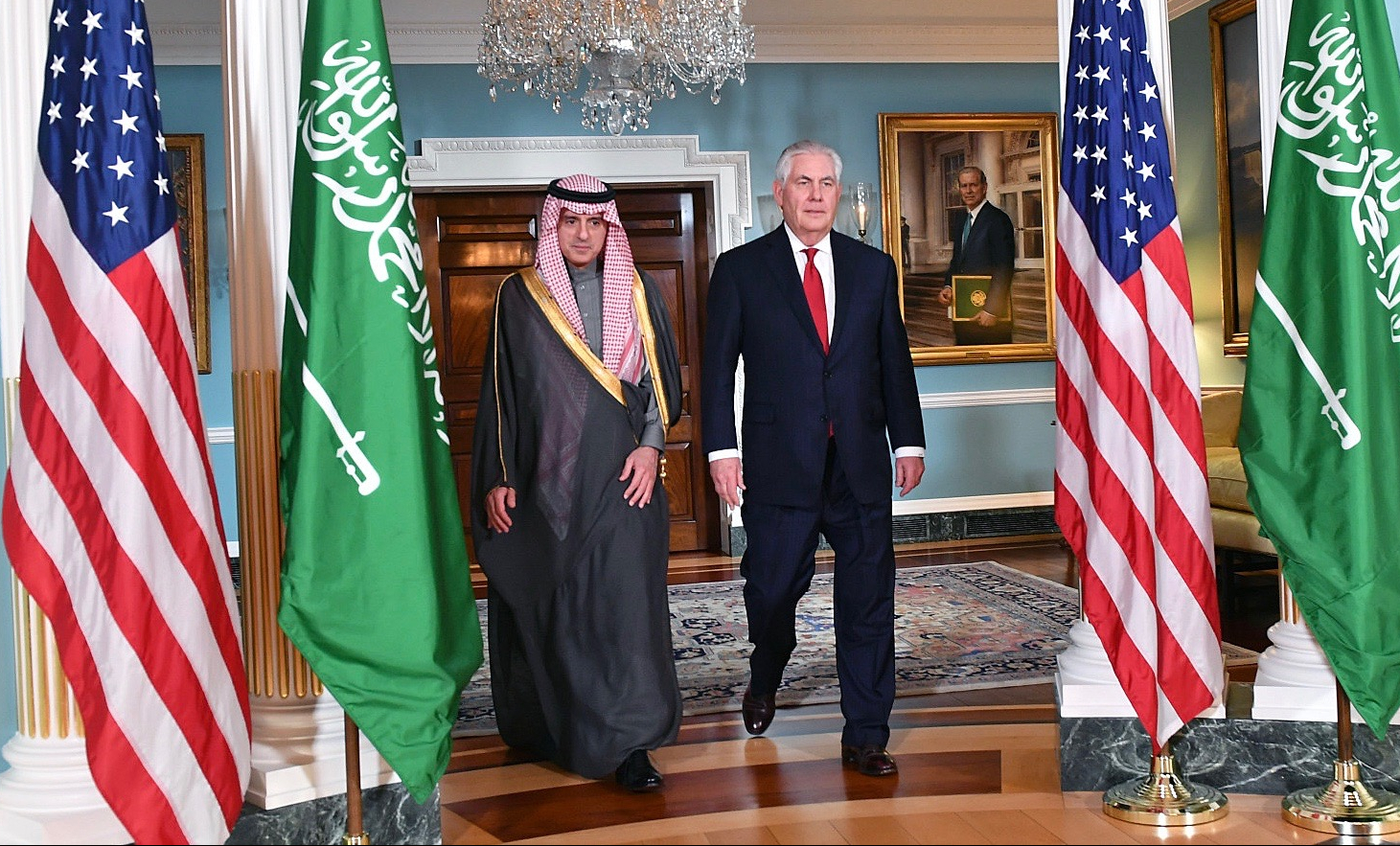
2018年1月12日在华盛顿与美国国务卿

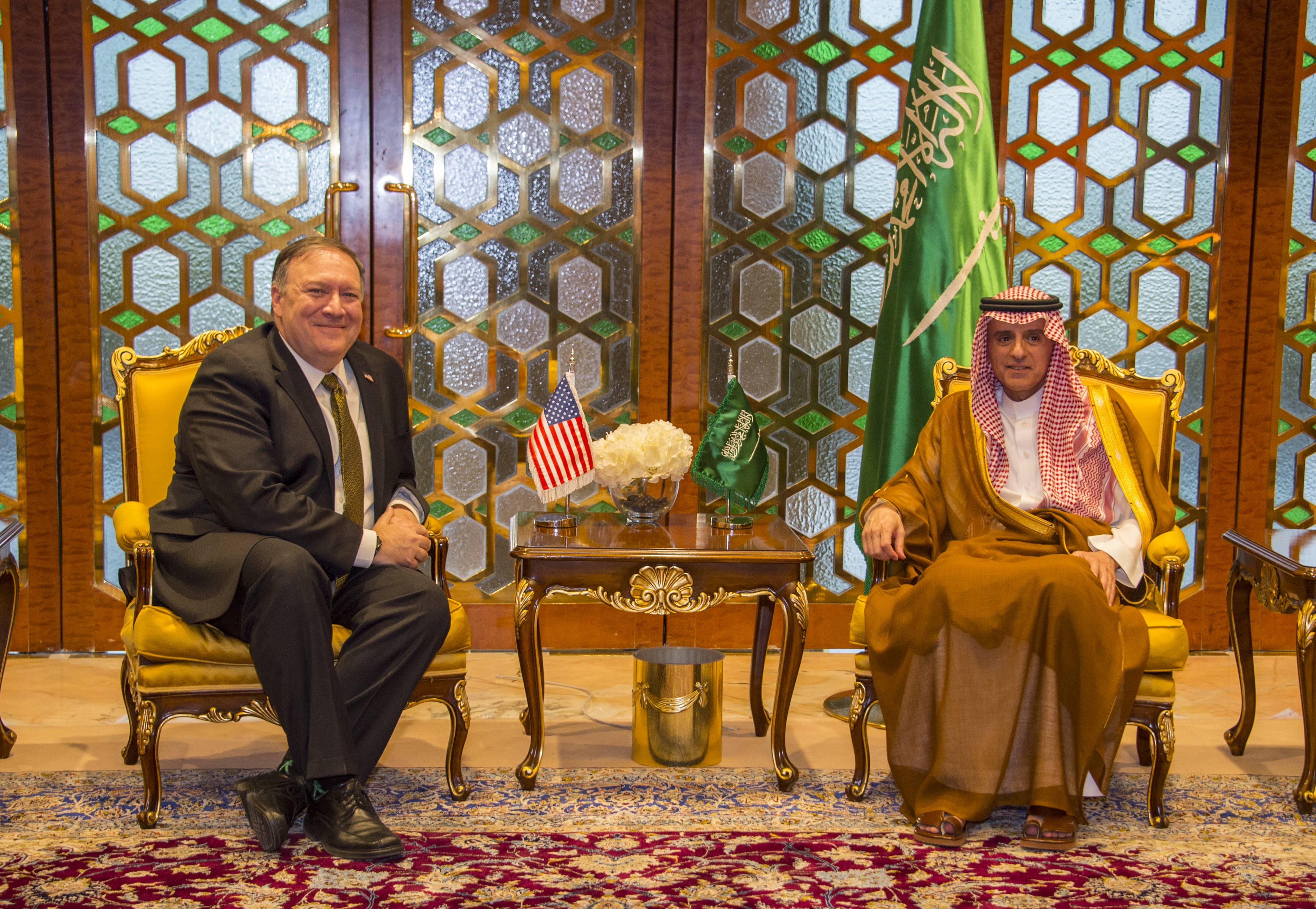
2018年4月28日在利雅得与美国国务卿邁克·蓬佩奧

2015年4月29日萨勒曼国王任命朱拜尔为外交大臣，他是第二名不是来自沙特王朝家族的出任此职的人。2016年，淡定应对记者提问，回应了“极端组织与伊斯兰”的无礼问题，赢得广泛好评和尊敬。

### 沙特-伊朗关系紧张
在提到伊朗核问题时朱拜尔说伊朗核問題全面協議似乎拥有能够削减伊朗获得核武器的可能性的规定。朱拜尔对记者说在谈判过程中华盛顿不断向沙特阿拉伯保证合同会包括有效的检查过程，假如伊朗违反协议协议规定可以采取回弹制裁。2015年7月他在华盛顿说“目前我们和美国政府讨论这些细节，但总的来说它（协议）好像达到这些目的。”
2017年11月朱拜尔指责伊朗支持恐怖主义和违反联合国弹道导弹决议，呼吁全世界对伊朗采取制裁。
2019年2月14日朱拜尔在华沙举办记者招待会上说伊朗在中东的“恶劣行为”使得以色列和巴勒斯坦无法达成和平。他说所有试图善对伊朗的行为都鼓励伊朗更加恶劣。朱拜尔对伊朗协议表示悲观。他担忧在十年内“伊朗会获得核武器——理论上伊朗可以很快获得核武器因为（协议里）没有限制浓缩数量——谁会蒙受苦难？我们会。”

### 俄罗斯介入叙利亚
2015年俄罗斯支持叙利亚总统巴沙尔·阿萨德军事介入叙利亚内战后朱拜尔发表声明说：“阿萨德在叙利亚没有前途”。他暗示假如阿萨德不辞职达成政治改革的话沙特阿拉伯有可能考虑军事选择，“其结果也将是移除巴沙尔·阿萨德的权力”。

### 移除阿萨德
2015年10月30日沙特阿拉伯参加在维也纳举办的叙利亚内战解决方法会议。朱拜尔利用这个机会谴责伊朗对叙利亚的影响。他试图定义移除阿萨德和伊朗在叙利亚的军队的条件，但是没有成功。谈判最后达成一个九点声明，所有参加谈判的各方都签署了这个声明。这个声明定义了叙利亚内战外交和平努力的构架。
2016年2月在接受CNN采访时朱拜尔说：“巴沙尔·阿萨德无疑会离开。要么他通过政治过程离开，要么他被武力移除。”沙特阿拉伯拍兵和战斗机去土耳其军事基地为入侵叙利亚做准备。朱拜尔说沙特阿拉伯准备派兵入侵叙利亚，但是仅仅作为美国领导的盟军成员。他补充说：“我们尽可能追求政治过程成功。”但假如这条路走不通，那么这是因为叙利亚当权及其盟友的阻挠。“假如的确如此的话那么很显然只有通过武力来移除巴沙尔·阿萨德。”
2017年8月朱拜尔重申1915年维也纳会议的九点声明，说沙特阿拉伯支持停止叙利亚暴力冲突的国际协议，说在转化和平政府的过程中阿萨德没有任何角色。
同月朱拜尔告诉叙利亚反对派沙特阿拉伯将停止与他们合作。

### 沙特阿拉伯介入也门
2016年9月朱拜尔说沙特阿拉伯紧密的盟友英国必须继续支持沙特领导的干预也门行动。他说：“沙特阿拉伯的介入是合法的。我们没有开始这场战争：伊朗支持的胡塞开始了这场战争。事实是许多关于平民死亡的说法是不正确的……许多被击中的学校和医院已经不被用作学校和医院，而是被用作胡塞的军事中心。”朱拜尔把也门危机称为一个悲剧，他强调沙特阿拉伯全世界给予也门人道援助的最大捐献者。2018年1月22日朱拜尔宣布沙特阿拉伯将再次向也门人道援助捐助10亿美元，并重申与联合国一起寻找和平的努力。
2018年2月朱拜尔赞同法国、美国和英国一起起草的联合国决议，谴责伊朗向也门的胡塞提供弹道导弹。

### 与加拿大的外交纠纷
2018年8月加拿大呼吁立刻释放博客拉伊夫·巴达维和他的姐姐萨马·巴达维。作为加拿大对沙特批评的反应沙特阿拉伯驱逐加拿大大使，冻结与加拿大的贸易关系。朱拜尔说：“加拿大犯了一个错误，因此他们必须弥补这个错误。我们不干涉加拿大，我们不介入他们的内政。他们介入了我们的内政，因此他们必须弥补这个过失。”

## 降职
2018年12月27日，朱拜尔因卡舒吉遇害案被降职为外交部國務大臣（Minister of State for Foreign Affairs），外交大臣由阿萨夫接替。

## 荣誉
- 2002年——《时代杂志》此周人物
- 2006年——北德克萨斯大学毕业生奖和荣誉博士[3]
- 2007年——意大利总统乔治·纳波利塔诺授予朱拜尔杰出奖
- 2011年——美沙关系国家会议外交成就奖

## 个人生活
阿德尔·朱拜尔已婚，他的妻子与其已故前夫有两个女儿，他成为她们的继父。两人有两个儿子。